# Hapoel Ironi Kirjat Szemona
Hapoel Ironi Kirjat Szemona (hebr. מועדון כדורגל הפועל עירוני קרית שמונה) – izraelski klub piłkarski, grający obecnie w Ligat ha’Al, mający siedzibę w mieście Kirjat Szemona.

## Historia
Chronologia nazw:
- 2000: Hapoel Ironi Ituran Kirjat Szemona (hebr. הפועל עירוני איתוראן קרית שמונה) – po fuzji klubów Hapoel Kirjat Szemona i Maccabi Kirjat Szemona
- 2012: Hapoel Ironi Kirjat Szemona (hebr. הפועל עירוני קרית שמונה)

Klub został założony w 2000 roku w wyniku fuzji Hapoel Kirjat Szemona i Maccabi Kirjat Szemona, po tym jak biznesmen i dyrektor firmy Ituran, Izi Szeracki, kupił oba kluby i połączył je w jeden pod nazwą Hapoel Ironi Ituran Kirjat Szemona (Ironi po hebrajsku - „miasto”). Klub rozpoczął występy w Dywizji Północnej Liga Alef, w której wcześniej grał Hapoel. W debiutowym sezonie 2000/01 roku zjednoczonemu klubowi miejskiemu udało się awansować do Liga Arcit. W sezonie 2003/04 klub zajął drugie miejsce i awansował do Liga Leumit, wówczas drugiej w hierarchii lidze w Izraelu. W sezonie 2006/07 zajął pierwsze miejsce i awansował do Premier Ligi, jednak po dwóch sezonach w niej, zajął ostatnie miejsce w sezonie 2008/09 i spadł do Liga Leumit. Po roku powrócił do najwyższej klasy rozgrywkowej, a w sezonie 2011/12 sięgnął po swoje pierwsze mistrzostwo Izraela. W 2012 klub skrócił nazwę do Hapoel Ironi Kirjat Szemona. Drużyna posiada własny stadion: Kirjat Szemona Municipal Stadium.

## Sukcesy
- Ligat ha’Al: 2011/12
- Toto Cup: 2010/11, 2011/12
- Liga Leumit: 2006/07
- Dywizja Północna Liga Alef: 2000/01
- Toto Cup (Liga Leumit): 2007

## Europejskie puchary
Legenda do wszystkich tabel:
- Q – runda eliminacyjna, 1/16, 1/8, 1/4, 1/2 – odpowiednia faza rozgrywek, Grupa – runda grupowa, 1r gr – pierwsza runda grupowa, 2r gr – druga runda grupowa, F – finał, R – runda, PO – play-off
- k. – rzuty karne, los. – losowanie, Dogr. – dogrywka, w. – zasada bramek strzelonych na wyjeździe

| Sezon   | Rozgrywki     | Runda   | Przeciwnik      | Dom | Wyjazd | Ogólnie    |
| ------- | ------------- | ------- | --------------- | --- | ------ | ---------- |
| 2008/09 | Puchar UEFA   | 1Q      | Mogren Budva    | 1–1 | 3–0    | 4–1        |
| 2008/09 | Puchar UEFA   | 2Q      | Litex Łowecz    | 0–0 | 1–2    | 1–2        |
| 2012/13 | Liga Mistrzów | 2Q      | MŠK Žilina      | 0–1 | 2–0    | 2–1        |
| 2012/13 | Liga Mistrzów | 3Q      | Neftçi PFK      | 4–0 | 2–2    | 6–2        |
| 2012/13 | Liga Mistrzów | PO      | BATE Borysów    | 0–2 | 1–1    | 1–3        |
| 2012/13 | Liga Europy   | Grupa I | Olympique Lyon  | 3–4 | 0–2    | 4. miejsce |
| 2012/13 | Liga Europy   | Grupa I | Athletic Bilbao | 1–1 | 0–2    | 4. miejsce |
| 2012/13 | Liga Europy   | Grupa I | Sparta Praga    | 1–3 | 1–1    | 4. miejsce |
| 2014/15 | Liga Europy   | 3Q      | Dinamo Moskwa   | 1–1 | 1–2    | 2–3        |
| 2015/16 | Liga Europy   | 3Q      | Slovan Liberec  | 1–2 | 0–3    | 1–5        |